# Campionato della Germania Est di pallamano maschile
Il campionato della Germania Est di pallamano maschile era l'insieme dei tornei istituiti ed organizzati dalla Federazione di pallamano della Germania Est.

La prima stagione si disputò nel 1949; dall'origine al 1991, anno in cui si disputò l'ultima edizione, si sono tenute 41 edizioni del torneo.

Le squadre che vantano il maggior numero di campionati vinti sono l'HC Empor Rostock e l'SC Magdeburgo con 10 titoli, a seguire c'è l'SC DHfK Lipsia con 9.

## Statistiche

### Albo d'oro
| Edizione    | Vincitore                 | N° Titolo              | 2º classificato        | Note                   |
| ----------- | ------------------------- | ---------------------- | ---------------------- | ---------------------- |
| 1949 - 1950 | Dynamo Berlino            | 1º titolo              |                        |                        |
| 1950 - 1951 | Volkspolizei Halle        | 1º titolo              |                        |                        |
| 1951 - 1952 | Volkspolizei Halle        | 2º titolo              |                        |                        |
| 1952 - 1953 | Empor Rostock             | 1º titolo              |                        |                        |
| 1953 - 1954 | Empor Rostock             | 2º titolo              |                        |                        |
| 1954 - 1955 | Empor Rostock             | 3º titolo              |                        |                        |
| 1955 - 1956 | Empor Rostock             | 4º titolo              |                        |                        |
| 1956 - 1957 | Empor Rostock             | 5º titolo              |                        |                        |
| 1957 - 1958 | Edizione non disputata    | Edizione non disputata | Edizione non disputata | Edizione non disputata |
| 1958 - 1959 | Lipsia                    | 1º titolo              |                        |                        |
| 1959 - 1960 | Lipsia                    | 2º titolo              |                        |                        |
| 1960 - 1961 | Lipsia                    | 3º titolo              |                        |                        |
| 1961 - 1962 | Lipsia                    | 4º titolo              |                        |                        |
| 1962 - 1963 | ESV Lok Südost Magdeburgo | 1º titolo              |                        |                        |
| 1963 - 1964 | Vorwärts Berlino          | 1º titolo              |                        |                        |
| 1964 - 1965 | Lipsia                    | 5º titolo              |                        |                        |
| 1965 - 1966 | Lipsia                    | 6º titolo              |                        |                        |
| 1966 - 1967 | Dynamo Berlino            | 2º titolo              |                        |                        |
| 1967 - 1968 | Empor Rostock             | 6º titolo              |                        |                        |
| 1968 - 1969 | Dynamo Berlino            | 3º titolo              |                        |                        |
| 1969 - 1970 | Magdeburgo                | 1º titolo              |                        |                        |
| 1970 - 1971 | Dynamo Berlino            | 4º titolo              |                        |                        |
| 1971 - 1972 | Lipsia                    | 7º titolo              |                        |                        |
| 1972 - 1973 | Empor Rostock             | 7º titolo              |                        |                        |
| 1973 - 1974 | Vorwärts Francoforte      | 2º titolo              |                        |                        |
| 1974 - 1975 | Vorwärts Francoforte      | 3º titolo              |                        |                        |
| 1975 - 1976 | Lipsia                    | 8º titolo              |                        |                        |
| 1976 - 1977 | Magdeburgo                | 2º titolo              |                        |                        |
| 1977 - 1978 | Empor Rostock             | 8º titolo              |                        |                        |
| 1978 - 1979 | Lipsia                    | 9º titolo              |                        |                        |
| 1979 - 1980 | Magdeburgo                | 3º titolo              |                        |                        |
| 1980 - 1981 | Magdeburgo                | 4º titolo              |                        |                        |
| 1981 - 1982 | Magdeburgo                | 5º titolo              |                        |                        |
| 1982 - 1983 | Magdeburgo                | 6º titolo              |                        |                        |
| 1983 - 1984 | Magdeburgo                | 7º titolo              |                        |                        |
| 1984 - 1985 | Magdeburgo                | 8º titolo              |                        |                        |
| 1985 - 1986 | Empor Rostock             | 9º titolo              |                        |                        |
| 1986 - 1987 | Empor Rostock             | 10º titolo             |                        |                        |
| 1987 - 1988 | Magdeburgo                | 9º titolo              |                        |                        |
| 1988 - 1989 | Vorwärts Francoforte      | 4º titolo              |                        |                        |
| 1989 - 1990 | Dynamo Berlino            | 5º titolo              |                        |                        |
| 1990 - 1991 | Magdeburgo                | 10º titolo             |                        |                        |

### Riepilogo vittorie per club
| Numero | Club                                   | Anni                                                                                     |
| ------ | -------------------------------------- | ---------------------------------------------------------------------------------------- |
| 10     | Magdeburgo                             | 1969-70, 1976-77, 1979-80, 1980-81, 1981-82, 1982-83, 1983-84, 1984-85, 1987-88, 1990-91 |
| 10     | Empor Rostock                          | 1952-53, 1953-54, 1954-55, 1955-56, 1956-57, 1967-68, 1972-73, 1977-78, 1985-86, 1986-87 |
| 9      | Lipsia                                 | 1958-59, 1959-60, 1960-61, 1961-62, 1964-65, 1965-66, 1971-72, 1975-76, 1978-79          |
| 5      | Dynamo Berlino                         | 1949-50, 1966-67, 1968-69, 1970-71, 1989-90                                              |
| 4      | Vorwärts Berlino- Vorwärts Francoforte | 1963-64, 1973-74, 1974-75, 1988-89                                                       |
| 2      | Volkspolizei Halle                     | 1950-51, 1951-52                                                                         |
| 1      | ESV Lok Südost Magdeburgo              | 1962-63                                                                                  |